# Galatella
Genre
Classification phylogénétique
Galatella est un genre de plantes à fleurs de la famille des Asteraceae étudié par Cassini en 1825. Il comprend 92 espèces.

## Quelques espèces[1]
| - Galatella acris - Galatella acutisquamoides - Galatella albiflora - Galatella altaica - Galatella amani - Galatella angustissima (Tausch) Novopokr. - Galatella chromopappa Novopokr. - Galatella collina Jord. & Fourr. ex Nyman [Syn. de Galatella sedifolia (L.) Nyman] - Galatella conferta Jord. - Galatella coriacea Novopokr. - Galatella cretica Gand. - Galatella crinitoides Novopokr. - Galatella dahurica DC. - Galatella deflexa Jord. [Syn. de Galatella sedifolia (L.) Nyman] - Galatella desertorum Kar. & Kir. [Syn. de Galatella sedifolia subsp. dracunculoides (Lam.) Greuter - Galatella divaricata (Fisch. ex M.Bieb.) Novopokr. - Galatella grandiflora Jord. - Galatella hauptii (Ledeb.) - Galatella hissarica Novopokr. - Galatella linosyris (L.) Rchb. f. - Galatella litvinovii Novopokr. - Galatella luengoi Sennen - Galatella lusitanica Nees [Syn. de Galatella aragonensis (Asso) Nees] - Galatella macrosciadia Gand. - Galatella meyendorffii Regel & Maack - Galatella modesta Jord. - Galatella punctata (Waldst. & Kit.) Nees - Galatella sedifolia (L.) Nyman - Galatella songorica Novopokr. - Galatella villosa (L.) Rchb.f. |

## Taxonomie

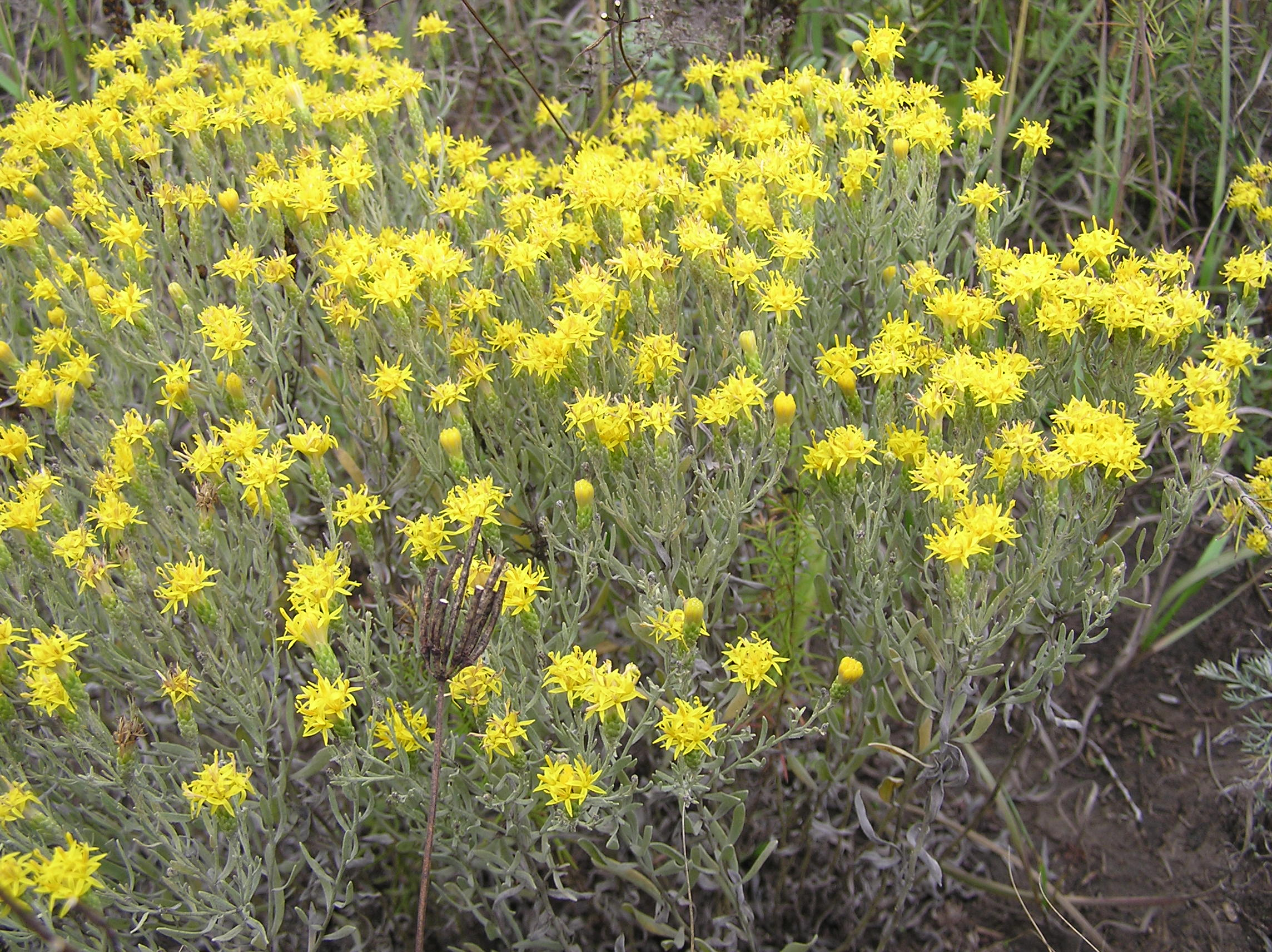
Galatella villosa.

Cassini a étudié ce genre dont il a publié la description en 1825 dans le Dictionnaire des sciences naturelles de Cuvier Dict. Sci. Nat. (ed. 2), 37: 463, 488. 1825.